# Фектер Андрій Якович
Андрій Якович Фектер (25 липня 1892, Голодінгенська (Кулдигас) волость Гольдінгенського повіту Курляндської губернії, тепер Кулдизький край, Латвія — 29 квітня 1974, місто Рига, тепер Латвія) — радянський діяч, народний комісар робітничо-селянської інспекції Казакської АРСР. Член Центральної контрольної комісії ВКП(б) у 1924—1925 і 1927—1930 роках. Член ЦВК СРСР 5—6-го скликань.

## Життєпис
Народився в бідній родині сільського наймита. Трудову діяльність розпочав із десятирічного віку, був свинопасом, наймитом, лісорубом. У 1905 році закінчив сільську школу, а в 1908 році — Гольдінгенське двокласне міністерське училище при вчительській семінарії. У 1911—1913 роках працював діловодом у канцеляріях, секретарем у мирового судді.
З 1911 року брав участь у революційному русі в Латвії. Член РСДРП з березня 1913 року, мав партійний псевдонім Анджус. 
З 1914 по 1915 рік був керівником Соціал-демократії Латвійського краю (СДЛК) району Кулдиги (Гольдінгенського районного комітету), у 1915 році — головою комітету СДЛК Вентспілс—Кулдига (Віндаво-Гольдінгенської організації). За підпільну діяльність був тричі заарештований, сидів у Ризькій в'язниці.
У квітні 1915 року евакуювався до міста Єкатеринбурга, де працював співробітником каси хворих Спілки друкарів, технічним секретарем з'їзду мирових суддів Уралу, технічним секретарем робітничого відділу Військово-промислового комітету Єкатеринбурзької губернії. Одночасно до 1917 року — член і секретар Єкатеринбурзького підпільного комітету РСДРП(б) та голова латиської групи більшовиків у Єкатеринбурзі. У січні 1917 року потрапив у в'язницю Єкатеринбурга, але на початку Лютневої революції 1917 року був звільнений. У березні 1917 року — касир і секретар Єкатеринбурзького міського комітету РСДРП(б).
Виїхав до Петрограда, з березня по травень 1917 року працював підручним ливарника на патронному заводі, був пропагандистом-агітатором латиської секції (на правах районного комітету) Петроградського комітету РСДРП(б). У квітні 1917 року зустрічав Леніна на Фінляндському вокзалі Петрограда. Був делегатом 5-го з'їзду соціал-демократів Латвії в 1917 році.
У травні — серпні 1917 року — член правління Тульської губернської Спілки металістів та член латиської секції Тульського губернського комітету РСДРП(б).
З серпня по грудень 1917 року — один із організаторів Соціал-демократичної партії Латвії (СДПЛ(б)) при Московському бюро ЦК РСДРП(б). Учасник Жовтневого перевороту 1917 року в Москві.
У 1918—1919 роках — секретар колегії Тульського губернського продовольчого комітету; завідувач Тульського губернського відділу із латиських справ Народного комісаріату національностей РРФСР; голова латиської групи при Тульському губернському комітеті РКП(б).
У 1919 році працював в окупованій радянськими військами Латвії: начальник політичного відділу Фрауенбурзького революційного комітету, інструктор Народного комісаріату внутрішніх справ Латвійської СРР по Штокмангофському повіту.
У 1919—1920 роках — член Новосільської повітової продовольчої колегії — голова Новосільської повітової продовольчої наради Тульської губернії.
У 1920 році — відповідальний секретар Чернського повітового комітету РКП(б) та голова Чернського повітового профспілкового бюро, редактор газети в місті Чернь Тульської губернії.
У 1920—1921 роках — голова Крапивенського повітового профспілкового бюро Тульської губернії. У 1922 році — відповідальний секретар Крапивенського повітового комітету РКП(б) та голова Крапивенського повітового профспілкового бюро, редактор газети і в.о. голови виконавчого комітету Крапивенської повітової ради Тульської губернії.
У 1922—1923 роках — відповідальний секретар Богородицького повітового комітету РКП(б) Тульської губернії.
У 1923—1924 роках — голова Тульської губернської контрольної комісії РКП(б) — робітничо-селянської інспекції.
У 1924—1925 роках — завідувач агітаційно-пропагандистського відділу — заступник відповідального секретаря Тульського губернського комітету РКП(б).
У 1926—1929 роках — голова Тульської губернської контрольної комісії ВКП(б) — робітничо-селянської інспекції.
У 1929—1930 роках — голова Астраханської окружної контрольної комісії ВКП(б) — робітничо-селянської інспекції.
У 1930—1931 роках — слухач Курсів марксизму-ленінізму при ЦВК СРСР у Москві.
У лютому 1931 — жовтні 1932 року — народний комісар робітничо-селянської інспекції Казакської АРСР — голова Казакської крайової контрольної комісії ВКП(б).
З 1932 року — керівник групи контролю і перевірки Народного комісаріату робітничо-селянської інспекції РРФСР.
Потім працював на заводі в Москві. У 1945 році переїхав до Риги, брав участь у відновленні сільського господарства Латвійської РСР.
У 1947—1956 роках — викладач історії КПРС та основ марксизму-ленінізму, декан історичного факультету Латвійського державного університету в Ризі. Після перенесеного інсульту звільнився із викладацької роботи.
З 1956 року — персональний пенсіонер союзного значення. Був головою ради старих комуністів Кіровського району Риги.
Помер 29 квітня 1974 року після важкої хвороби в місті Ризі.

## Нагороди
- орден Леніна